# NAGOYA-DAGAYA
『NAGOYA-DAGAYA』（ナゴヤ-ダガヤ）は、2014年から2016年まで中京テレビ放送で不定期に放送されたバラエティ番組である。

## 概要
名古屋市出身の映画監督・堤幸彦が、「『大中京ドラマ』のネタ探し」と称して毎回テーマを決め、ゲストや進行役のアナウンサーと共に名古屋の街を歩いて様々な場所を訪ねながら、ディープな名古屋を探る番組。中京テレビの開局45周年記念番組である。2014年秋に第1弾が放送されたのを皮切りに、2016年秋までに計5回放送された。
『NAGOYA-DAGAYA』という番組タイトルは「ナゴヤを愛する映画監督・堤幸彦が撮らずに撮られ愛知県出身個性派俳優とネタ探しからのDEEPな名古屋を探るんダガヤ」の略称である。
堤の他、佐藤二朗（愛知県出身）が毎回出演している。また柏田ユウリがナレーションを担当した。
番組では、佐藤啓（中京テレビアナウンサー）扮する紙芝居屋がテーマのポイントとなるエピソードを紙芝居で紹介したり、「ザ・その時 歴史が動いた」と称して地元劇団の俳優たちによる小芝居が披露されたりした。
「『大中京ドラマ』のネタ探し」という設定がある関係上、第4弾まではエンディングで毎回堤らが『大中京ドラマ』のストーリーを練るシーンで終わっていたが、最終回では堤が「5回位ブラッとしただけで何か出来ると思ったら大間違いだ」と言い放って、今後の放送に含みを持たせつつ終了した。
ちなみに、2020年4月4日、堤が監督、佐藤二朗が主演を務めるドラマ『翔べ!工業高校マーチングバンド部〜泣き虫先生が僕らに教えてくれたこと〜』が、中京テレビの開局50周年記念番組として放送された。

## 放送リスト
| 回 | 放送年月日 ・時間           | テーマ               | 出演者 |
| -- | --------------------------- | -------------------- | --- |
| #1 | 2014年11月1日 10:30 - 11:30 | 名古屋の街の成り立ち | 稲垣稜（奈良大学准教授、岐阜県出身） 佐藤啓 鈴木理香子（フリーアナウンサー） |
| #2 | 2015年3月21日 10:30 - 11:30 | 名古屋の音楽史       | 松井玲奈 SEAMO 中野督夫（センチメンタル・シティ・ロマンス） 松原朋美（中京テレビアナウンサー） |
| #3 | 2015年9月26日 9:25 - 10:25  | 名古屋めしのヒミツ   | 大竹敏之（フリーライター） 佐藤啓 【劇団ダガヤ】多田木亮佑・覚前遥・藤夏ゆかり 市野瀬瞳（フリーアナウンサー） |
| #4 | 2016年2月27日 9:25 - 10:25  | ナゴヤの社長         | 内田俊宏（エコノミスト） 小倉忠（ノリタケカンパニーリミテド14代目代表取締役社長） 田中英成（メニコン代表執行役社長） 高岡本州（エアウィーヴホールディングス代表取締役会長兼社長） 佐藤啓 【劇団ダガヤ】多田木亮佑・櫻井則夫・今井正徳・藤夏ゆかり 市野瀬瞳 |
| #5 | 2016年11月19日 9:25 - 10:30 | 名駅の未来           | 稲垣稜 佐藤啓 多田木亮佑 市野瀬瞳 |